# Vrolijke ontucht in Tirol
Vrolijke ontucht in Tirol (oorspronkelijke titel: Liebesgrüße aus der Lederhose of Liebesgrüße aus der Lederhos'n, "Veel liefs uit de lederhose") is een Duitse sekskomedie van Franz Marischka uit 1973. De film geldt als grondlegger van het genre van de Tiroler seksfilm.

## Plot
De potente callboy Alfredo (Peter Hamm) is zijn werk moe en gaat op vakantie in de Beierse bergen. In herberg "De Wilde Ever" gaat het er echter net zo aan toe als thuis. De gasten en zelfs de waard (Peter Steiner) helpen de van heinde en ver toegestroomde toeristes aan hun gerief. Alfredo neemt daarom zijn intrek in "De Vermoeide Os" aan de overkant, waar het nog rustig is, maar hij wordt daar al snel aan het werk gezet. Samen met zijn vriend Tonio (Rinaldo Talamonti) maakt hij "De Vermoeide Os", inmiddels omgedoopt tot "De Vurige Stier", tot een groot succes. Een confrontatie met de waard van "De Wilde Ever" kan natuurlijk niet uitblijven.

## Rolverdeling
| Acteur            | Personage      |
| ----------------- | -------------- |
| Peter Hamm        | Alfredo        |
| Peter Steiner     | Sepp Eber      |
| Birgit Bergen     | Olga Schneider |
| Rinaldo Talamonti | Tonio          |
| Julia Tomas       | Hannelore      |
| Elfie Pertramer   | Vroni Eber     |

## Ontstaan
Franz Marischka kwam na het succes van zijn eerste seksfilm Laß jucken Kumpel (1972, Nederlandse titel: Pak me dan als je kan) op het idee voor deze film door een artikel in de Münchense krant tz over vermeende gigolo's die toeristes in Beierse dorpen hun diensten zouden aanbieden.

## Ontvangst
Liebesgrüße aus der Lederhose was in Duitsland de best bezochte Duitse film van 1974 en draaide in Nederland onder de titel Vrolijke ontucht in Tirol een jaar lang onafgebroken in de bioscoop. De Telegraaf merkte op dat de zalen "zonder enige vorm van publiciteit, zonder dat er één woord over geschreven is of de televisie er maar één miniem fragmentje van heeft laten zien" vanaf de eerste vertoningsdag vol zaten.
De SpeelfilmEncyclopedie (1986) waardeert Liebesgrüße aus der Lederhose met een halve ster uit vier ("slecht"). Cinema.nl noemt de film "minder slecht dan andere, soortgelijke Lederhosen-films" en geeft drie sterren uit vijf. Het Lexikon des Internationalen Films spreekt van een "stompzinnige opeenvolging van bedacrobatiek en seksgrappen". De gemiddelde score op IMDb is 3,8 uit 10.
Liebesgrüße aus der Lederhose geldt als de eerste vertegenwoordiger van het genre van de Tiroler seksfilm (Duits: Lederhosenfilm), hoewel Hans Albin al in 1968 het soortgelijke Pudelnackt in Oberbayern had gedraaid. Tussen dat jaar en 1983 (Sechs Schwedinnen auf der Alm/Zes blondjes op de Tiroler toer) verschenen er meer dan veertig Duitse seksfilm met Beiers thema, waaronder van Marischka zelf Zwei Däninnen in Lederhosen/Deense snoepjes in Tirol (1979), Zum Gasthof der spritzigen Mädchen/Die Tiroler blondjes toch (1979), Der Kurpfuscher und seine fixen Töchter/De vrolijke Tiroler sexkliniek (1980), Drei Lederhosen in St. Tropez/Drie Tirolers in St. Tropez en Dirndljagd am Kilimandscharo/Tirolers weten van hete wanten (1983).

## Vervolgen
Liebesgrüße aus der Lederhose kreeg zes vervolgen, waarvan Marischka alleen het eerste nog zelf regisseerde.
- Liebesgrüße aus der Lederhose II. Teil: Zwei Kumpel auf der Alm / In Tirol gaat de ontucht vrolijk verder (1974)
- Liebesgrüße aus der Lederhose 3: Sexexpress aus Oberbayern / In Tirol gaat de ontucht nooit verloren (1977)
- Liebesgrüße aus der Lederhose 4: Die versaute Hochzeitsnacht / De Tiroler sex-expres (1978)
- Liebesgrüße aus der Lederhose, 5. Teil: Die Bruchpiloten vom Königssee / Vrolijke hoogstandjes in Tirol (1978)
- Liebesgrüße aus der Lederhose 6: Eine Mutter namens Waldemar / Twee dartele nichten in Tirol (1982)
- Liebesgrüße aus der Lederhose 7: Kokosnüsse und Bananen (1992)